# Vyïa
La rivière Vyïa (en russe : Выя) est un cours d'eau de Russie et un affluent gauche de la Pinega, dans le bassin hydrographique de la Dvina septentrionale. 
Elle est longue de 181 km et arrose l'oblast d'Arkhangelsk.